# Arnold Scholz
Pour les articles homonymes, voir Scholz.
Arnold Scholz (né le 24 décembre 1904 à Berlin et mort le 1er février 1942 à Flensbourg ) est un mathématicien allemand qui a travaillé en théorie algébrique des nombres. 

## Biographie
Scholz étudie les mathématiques, la philosophie et la musicologie à l'université de Berlin de 1923 à 1928, entre autres sous la direction de Issai Schur, auprès duquel il obtient son doctorat magna cum laude en 1928 (Titre de la thèse : « Über die Bildung algebraischer Zahlkörper mit auflösbarer Galoisscher Gruppe »). En 1927, il passe un semestre à Vienne avec Philipp Furtwängler. Après son doctorat, il est assistant à Berlin et, à partir de 1930, privatdozent à Fribourg-en-Brisgau. De 1935 à 1940, il occupe un poste à l'université de Kiel, où il soutient une nouvelle habilitation en 1934, puis devient professeur associé (dozent). En 1940, il est appelé sous les drapeaux et devient professeur de mathématiques à l'Académie navale de Flensbourg-Mürwik. De ses années d'étudiant jusqu'à sa mort, il entretient une correspondance régulière avec Helmut Hasse et travaille avec Olga Taussky-Todd dans les années 1930. En 1942, il meurt du diabète. 

## Recherche
Scholz a travaillé en théorie algébrique des nombres. Il a notamment écrit les premiers travaux sur le problème d'inversion de la théorie de Galois dans les corps de nombres algébriques, où il a démontré la solvabilité du problème pour les p-groupes (p premier impair) à peu près en même temps que Hans Reichardt. Les travaux de Reichardt et Scholz ont été repris après la guerre par Igor Chafarevitch (qui a montré la solvabilité des groupes résolubles). En 1928, Scholz a montré l'existence de corps de nombres algébriques avec des tours de corps de classes arbitrairement grandes.
 
Arnold Scholz a notamment (re)démontré la loi de réciprocité de Scholz déjà connue depuis Theodor Schönemann et il a formulé ce qui est appelé la conjecture de Scholz .
Scholz a également participé à la Second Conference on the Epistemology of the Exact Sciences (en) et a contribué un article « Sur l'utilisation du terme holisme en axiomatique ».

## Publications (sélection)
- Einführung in die Zahlentheorie, Berlin, coll. « Sammlung Göschen » (no 1131), 1939 (MR 0031494) — réédition par Bruno Schoeneberg, Einführung in die Zahlentheorie, (5e édition), de Gruyter, Berlin 1973.
- « Über die Bildung algebraischer Zahlkörper mit auflösbarer Galoisscher Gruppe », Mathematische Zeitschrift, vol. 30,‎ 1929, p. 332 — Thèse de doctorat
- « Zwei Bemerkungen zum Klassenkörperturm », Journal für die reine und angewandte Mathematik, vol. 161,‎ 1929, p. 201–207 (ISSN 0075-4102, DOI 10.1515/crll.1929.161.201).
- avec Helmut Hasse, « Zur Klassenkörpertheorie auf Takagischer Grundlage », Mathematische Zeitschrift, vol. 29,‎ 1929, p. 60-69 (JFM 55.0103.06).
- « Über die Beziehung der Klassenzahlen quadratischer Körper zueinander », Journal für die reine und angewandte Mathematik, vol. 166,‎ 1932, p. 201-203.
- « Über die Lösbarkeit der Gleichung t²−Du²=−4 », Mathematische Zeitschrift, vol. 39,‎ 1934, p. 95–111.
- avec Olga Taussky, « Die Hauptideale der kubischen Klassenkörper imaginär-quadratischer Zahlkörper: ihre rechnerische Bestimmung und ihr Einfluß auf den Klassenkörperturm », Journal für die reine und angewandte Mathematik, vol. 171,‎ 1934, p. 19-41.

- « Die Kreisklassenkörper von Primzahlpotenzgrad und die Konstruktion von Körpern mit vorgegebener zweistufiger Gruppe I », Mathematische Annalen Bd. 109, 1934, S. 161, Teil 2, Mathematische Annalen, Bd. 110, 1935, p. 633
- « Totale Normenreste, die keine Normen sind, als Erzeuger nicht-abelscher Körpererweiterungen. I », Journal für die reine und angewandte Mathematik 175, 1936, p. 100–107
- « Konstruktion algebraischer Zahlkörper mit beliebiger Gruppe von Primzahlpotenzordnung. I », Mathematische Zeitschrift 42, 1937, p. 161–188
- « Minimaldiskriminanten algebraischer Zahlkörper », Journal für die reine und angewandte Mathematik 179, 1938, p. 16–21
- « Zur Abelschen Durchkreuzung », Journal für die reine und angewandte Mathematik 182, 1940, p. 216
- « Totale Normenreste, die keine Normen sind, als Erzeuger nicht-abelscher Körpererweiterungen. II », Journal für die reine und angewandte Mathematik 182, 1940, p. 217–234
- « Zur Idealtheorie in unendlichen algebraischen Zahlkörpern », Journal für die reine und angewandte Mathematik 185, 1943, p. 113–126
- « Sur l'utilisation du terme holisme en axiomatique », Second Conference on the Epistemology of the Exact Sciences (en),‎ septembre 1930.